# Pheia proteria
Pheia proteria är en fjärilsart som beskrevs av William Schaus 1924. Pheia proteria ingår i släktet Pheia och familjen björnspinnare. Inga underarter finns listade i Catalogue of Life.